# El Aleph (canción)
'«El Aleph» es el segundo sencillo del álbum Retales de carnaval, el segundo de estudio, del grupo español Nena Daconte. El 24 de febrero de 2009 fue la fecha elegida para su lanzamiento como single y el 26 de febrero se publicó el videoclip de la canción.

## Información
La canción fue compuesta por Mai Meneses, mientras que Kim Fanlo fue el productor de la canción. La canción está inspirada en un cuento de Jorge Luis Borges.

## Videoclip
El videoclip está dirigido por Juan Antonio Bayona, el director de El orfanato.
Fue rodado en la Ciudad Meridiana (Barcelona), en el videoclip podemos ver a Nena Daconte interpretando su canción en la ciudad, así como vemos distintas imágenes de la ciudad en la que aparecen globos con letras representando distintas palabras positivas que durante el vídeo se convierten en otras negativas. Además los dos componentes del grupo Mai y Kim aparecen disfrazados de ardilla y unicornio, respectivamente y se van persiguiendo por la ciudad.

## Curiosidades
- El traje de Unicornio apareció anteriormente en el videoclip de su anterior sencillo Tenía tanto que darte.
- El videoclip ha sido galardonada como mejor videoclip en el Concurso nacional de videoclips Lemon Pop, y ahora está nominada como mejor videoclip en los premios principales 2009.

## Listas
| País               | Posición |
| ------------------ | -------- |
| Los 40 Principales | 5        |
| Cadena 100         | 6        |
| Euro200            | 120      |